# Гет Куїп'є
«Гет Куїп'є» або «т'Куїп'є»(нід. «Het Kuipje») — футбольний стадіон у місті Вестерло, Бельгія, домашня арена ФК «Вестерло».
Стадіон відкритий 1933 року. Назва арени пов'язана зі стадіоном «Феєнорда» «Де Кейп», назва якого у перекладі з нідерландської означає «чан», оскільки форма стадіону нагадує обриси саме цієї посудини. Визначення у формі «Куїп'є» позначається як «малий чан». Тобто, «Гет Куїп'є» — це «малий Де Кейп» або «малий чан». 
Стадіон поділений на чотири трибуни і може вмістити в цілому більше 8 000 глядачів. В результаті реконструкції 2009 року поле стадіону було обладнано системою обігріву газону, що зробило його третім стадіоном у Бельгії, що мають таку систему. Навколо споруди розташовані чотири додаткові тренувальні поля, які використовуються у навчальних цілях і для проведення матчів молодіжних та юнацьких команд «Вестерло».